# ニコラ・ウディノ

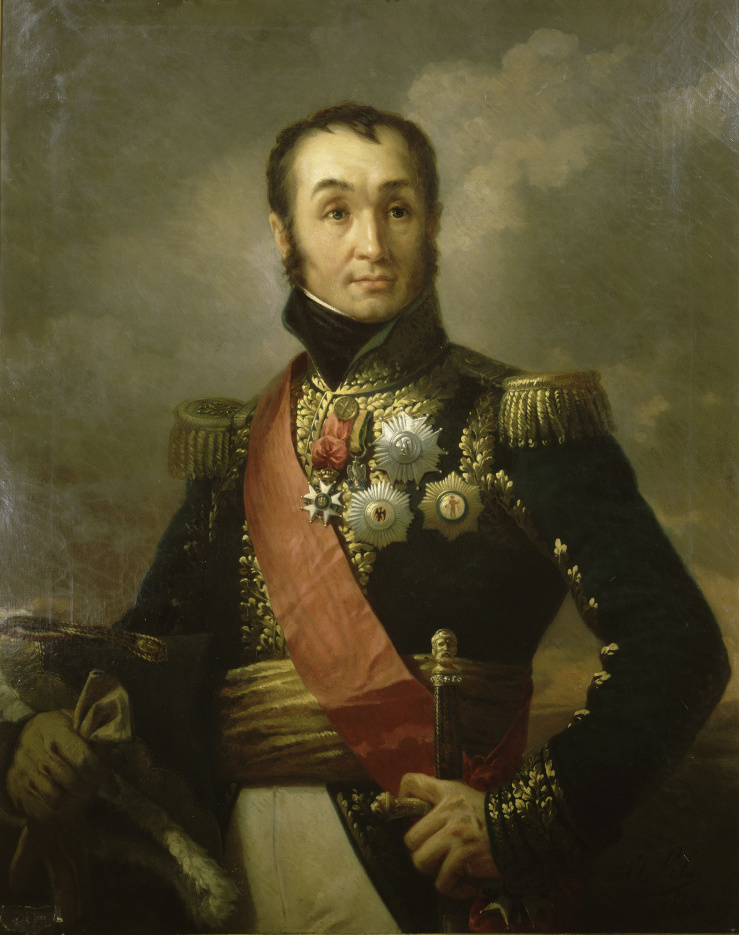
ニコラ・ウディノ（ロベール・ルフェーブル画）

ニコラ・シャルル・ウディノ（Nicolas Charles Oudinot, 1767年4月25日 - 1847年9月13日）は、ナポレオン戦争期に活躍したフランスの軍人、元帥。ルジオ公爵。ロレーヌ地方バル＝ル＝デュック生まれ。
1808年7月2日、帝国伯爵。エスリンクおよびヴァグラムの戦いの功により、1809年7月12日に帝国元帥に昇進。1812年ロシア戦役では大陸軍の第2軍団長を務めた。1813年の諸国民戦争ではリュッツェンの戦い、バウツェンの戦いの後、ベルリン攻略を任されたが、グロースベーレンの戦いで敗北し失敗した。
復古王政の下で、近衛隊少将。1823年のスペイン干渉の際は、第1軍団司令官として戦った。この際一時的にマドリードの知事となっている。
1840年12月、ナポレオンの遺体がパリに帰還した際の式典には、第一帝政時の元帥のうちではスールト、モンセイ、グルーシーとともに出席している。